# 国道282号

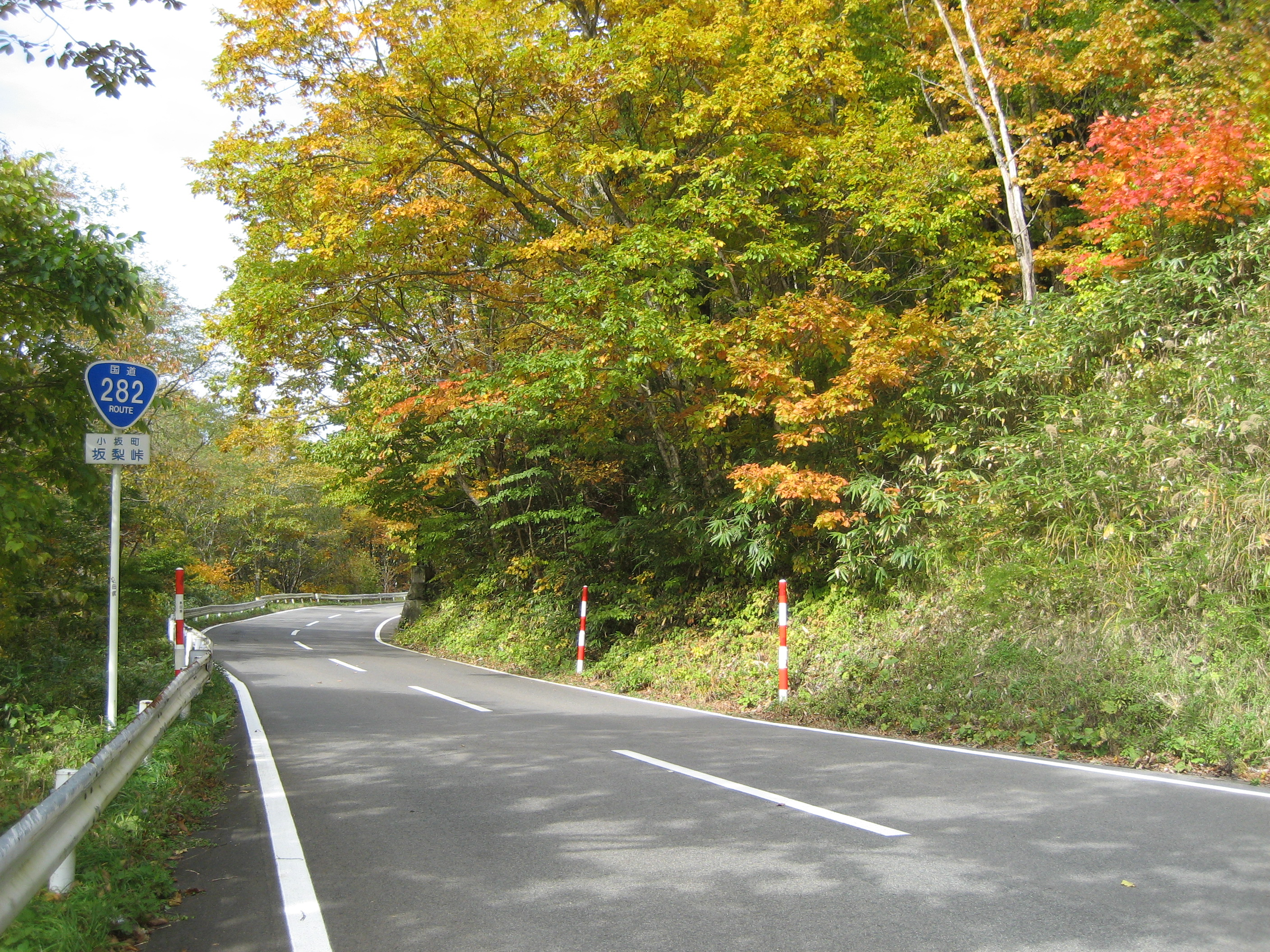
秋田県小坂町坂梨峠付近

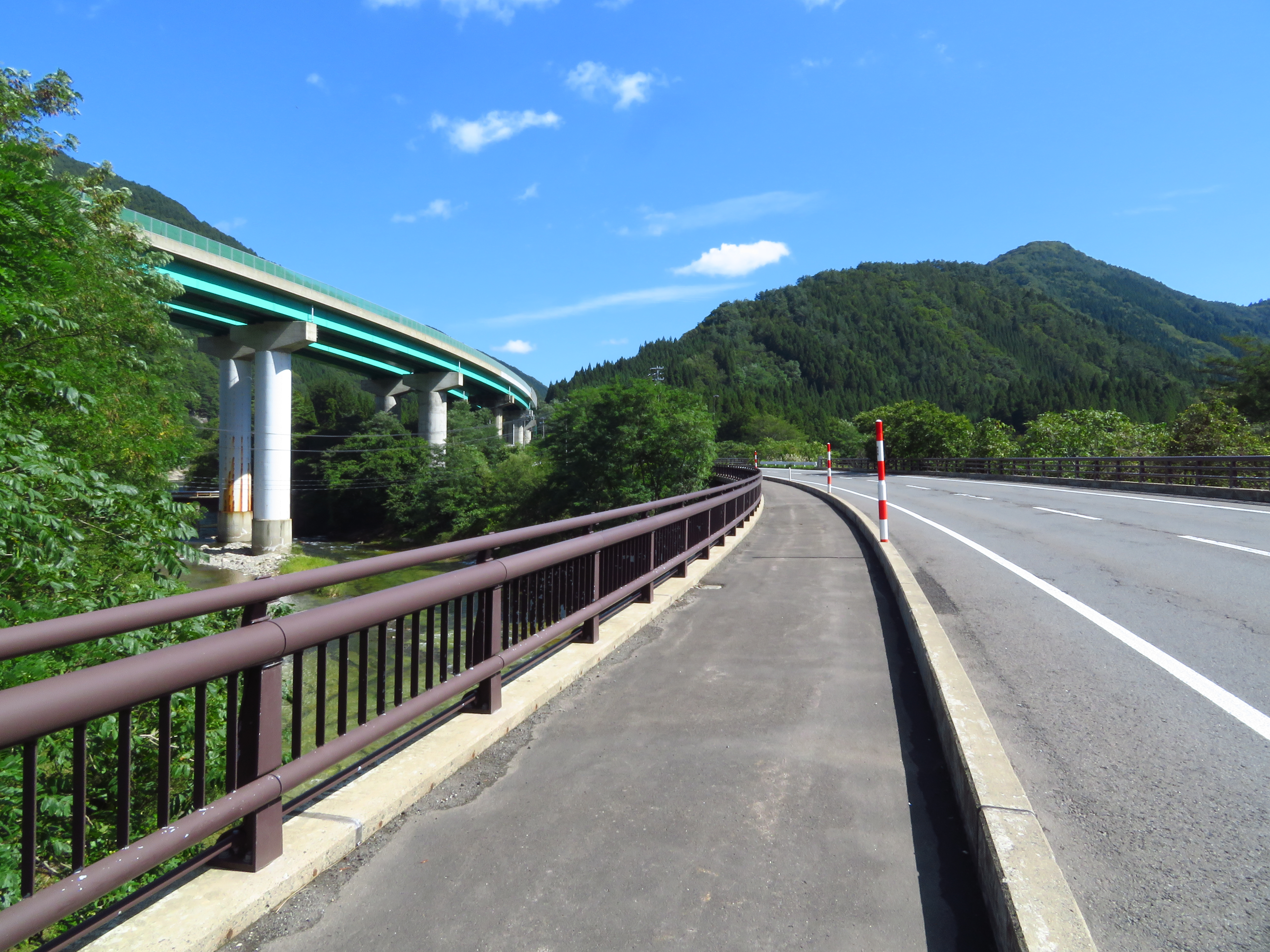
秋田県鹿角市湯瀬温泉郷付近

国道282号（こくどう282ごう）は、岩手県盛岡市から青森県平川市に至る一般国道である。

## 概要
起点の盛岡市・NHK前交差点から滝沢市・分れ南交差点までは、国道4号・国道281号との3路線の重複区間となる。当路線は、盛岡市と秋田県鹿角方面を結び、物流、観光、医療面からの重要な幹線道路であるとともに、全区間東北自動車道（東北縦貫自動車道弘前線）の盛岡IC - 碇ヶ関IC間と並行しており、この区間の代替路としても機能する。ただし、区間によってバイパス道路が整備されていないため、国道4号と並行する区間は国道282号の方が走行性が劣る。

### 路線データ
一般国道の路線を指定する政令に基づく起終点および重要な経過地は次のとおり。
- 起点：盛岡市（NHK前交差点 = 国道4号上、国道281号起点）
- 終点：青森県南津軽郡碇ケ関村[注釈 2][注釈 3]（碇ヶ関交差点 = 国道7号交点）
- 重要な経過地：岩手県岩手郡滝沢村[注釈 4]、同県二戸郡安代町[注釈 5]、鹿角市
- 総延長 : 117.8 km（青森県 6.9 km、岩手県 66.4 km、秋田県 44.5 km）重用延長を含む[3][注釈 6]
- 重用延長 : 0.0 km（青森県 - km、岩手県 - km、秋田県 0.0 km）[3][注釈 6]
- 未供用延長 : なし[3][注釈 6]
- 実延長 : 117.7 km（青森県 6.9 km、岩手県 66.4 km、秋田県 44.4 km）[3][注釈 6]
  - 現道 : 115.1 km（青森県 6.9 km、岩手県 63.7 km、秋田県 44.4 km）[3][注釈 6]
  - 旧道 : 2.7 km（青森県 - km、岩手県 2.7 km、秋田県 - km）[3][注釈 6]
  - 新道 : なし[3][注釈 6]
- 指定区間：国道4号と重複する区間（岩手県盛岡市・NHK前交差点（起点） - 滝沢市・分れ南交差点）[4]

## 歴史

### 国道指定以前

#### 盛岡・鹿角間
- 1954年（昭和29年）
  - 1月20日 - 県道盛岡花輪線の一部および県道大館盛岡線の一部が、盛岡毛馬内線（岩手県盛岡市 - 秋田県鹿角郡毛馬内町（現・鹿角市））として主要地方道の指定を受ける[5]。
  - 8月16日 - 岩手県により県道盛岡毛馬内線として認定される[6]。
  - 12月2日 - 秋田県により県道盛岡毛馬内線として認定される[7]。
- 1964年（昭和39年）12月28日 - 主要地方道としての路線名が盛岡十和田線に変更される[8]。

#### 鹿角・平川間
- 1954年（昭和29年）
  - 1月20日 - 県道大鰐小坂線、県道小坂大鰐線の一部および県道毛馬内小坂線の一部が、大鰐毛馬内線（青森県南津軽郡大鰐町 - 秋田県鹿角郡毛馬内町（現・鹿角市））として主要地方道の指定を受ける[5]。
  - 9月16日 - 青森県により県道大鰐毛馬内線として認定される[9]。
  - 12月2日 - 秋田県により県道大鰐毛馬内線として認定される[7]。
- 1964年（昭和39年）12月28日 - 主要地方道としての路線名が大鰐小坂十和田線に変更される[8]。

### 国道指定後
- 1970年（昭和45年）4月1日 - 一般国道282号（岩手県盛岡市 - 秋田県大館市）として指定[10]。
- 1982年（昭和57年）4月1日 - 国道の区間が変更される（岩手県盛岡市 - 青森県南津軽郡碇ヶ関村（現・平川市））[11]。
- 1993年（平成5年） - 分レバイパス整備に伴い分岐点変更。
- 2014年（平成26年）12月25日 - 岩手県の西根バイパスが全線開通[12]。
- 2016年（平成28年）4月1日 - 西根バイパスに平行する現道区間が八幡平市道および岩手県道301号渋民田頭線に移管される[13]。

## 路線状況

### バイパス
- 分レバイパス
- 一本木バイパス
- 西根バイパス
- 錦木バイパス

### 重複区間
- 国道4号・国道281号（岩手県盛岡市・NHK前交差点（起点） - 滝沢市・分れ南交差点）

### 道路施設

#### 道の駅
- 岩手県
  - にしね（八幡平市）
- 秋田県
  - かづの（鹿角市）

### 交通量
2005年度（平成17年度道路交通センサスより）
| 区間                   | 台数      |
| ---------------------- | --------- |
| 滝沢市一本木           | 20,219    |
| 鹿角市八幡平字石通     | {{0}2,666 |
| 平川市碇ヶ関西碇ヶ関山 | {0}}1,013 |

## 地理

### 通過する自治体
- 岩手県
  - 盛岡市 - 滝沢市 - 盛岡市 - 八幡平市
- 秋田県
  - 鹿角市 - 鹿角郡小坂町
- 青森県
  - 平川市

### 交差する道路
- 岩手県
  - 国道4号（盛岡市・NHK前交差点）
  - 国道4号、国道281号（滝沢市・分れ南交差点）
  - 岩手県道16号盛岡環状線（滝沢市・分れ交差点）
  - 岩手県道278号鵜飼安達巣子線（滝沢市巣子）
  - E4 東北自動車道西根IC（八幡平市）
  - 岩手県道301号渋民田頭線（立体交差し、直接接続はしない）
  - 岩手県道・秋田県道23号大更八幡平線・岩手県道257号岩手大更線（八幡平市大更）
  - 岩手県道17号岩手平舘線（八幡平市平舘）
  - 岩手県道45号柏台松尾線（八幡平市・松尾八幡平駅前）
  - E4 東北自動車道安代IC（八幡平市）
  - 岩手県道6号二戸五日市線（八幡平市・五日市交差点）
  - 岩手県道・秋田県道195号田山花輪線（八幡平市田山）
- 秋田県
  - 国道341号（鹿角市長嶺交差点）
  - E4 東北自動車道鹿角八幡平IC（鹿角市）
  - 秋田県道66号十二所花輪大湯線（鹿角市花輪）
  - 岩手県道・秋田県道195号田山花輪線（鹿角市花輪）
  - 国道103号・国道104号・国道285号（鹿角市・上陣場交差点）
  - 秋田県道313号雪沢十和田毛馬内線（鹿角市・毛馬内交差点）
  - 秋田県道2号大館十和田湖線（小坂町・五十刈交差点）
- 青森県
  - 国道7号（平川市碇ヶ関碇ヶ関交差点〈碇ヶ関関所付近〉）

### 踏切
東日本旅客鉄道（JR東日本）花輪線と交差
- 第5津軽街道踏切（八幡平市荒屋新町）